# Ernst Gerke
Ernst Gerke (6. května 1909 Štětín – 7. listopadu 1982 Eckernförde) byl německý právník, úředník gestapa a důstojník SS.

## Život
Byl synem státního úředníka, kvůli otcovu několikerému služebnímu přeložení vyrůstal ve Schwerinu, Berlíně a Kielu. Studoval práva Göttingenu a v Kielu.
V letech1930–1935 postupně pracoval jako soudní asistent u vrchního zemského soudu v Kielu, na úřadě landráta v Beckumu a jako policejní referent u vládního prezidenta. V říjnu 1935 byl jmenován vedoucím gestapa v Hildesheimu.
Do NSDAP (č. 1 048 844) a SA vstoupil v roce 1932, později vstoupil do SS (č. 280 247).
Účastnil se invaze do Polska, kde se jako člen Operační skupiny IV podílel na likvidaci polské inteligence.
V roce 1942 převzal funkci šéfa pražského gestapa po Hans-Ulrichovi Geschkem, který byl převelen do Drážďan. Stal se strůjcem popravy 294 příbuzných a spolupracovníků českých parašutistů v koncentračním táboře Mauthausen.
V noci na 9. května 1945 uprchl v přestrojení z Petschkova paláce.

## Po válce
Po válce žil ve Spolkové republice Německo jako vážený občan. S rodinou bydlel v Bielefeldu. Zemřel v západoněmeckém městě Eckernförde v roce 1982, aniž by byl kdy postaven před soud, přestože Československo opakovaně žádalo o jeho vydání.